# Daniel Lasker
Daniel Lasker (Bulawayo, 2 marzo 1999) è un attore e regista zimbabwese.

## Biografia
Daniel Lasker è nato a Bulawayo, nello Zimbabwe, e ha iniziato a recitare da adolescente rappresentando la sua nazione ai campionati mondiali di recitazione all'età di 17 anni. Dal 2018 intraprende la carriera recitativa comparendo in serie televisive come American Monster, Our Girl, Raised by Wolves - Una nuova umanità e Il giro del mondo in 80 giorni. Nel 2022 interpreta inoltre Robert Todd Lincoln nella miniserie storica Abraham Lincoln. Il 25 giugno 2024 viene annunciato il suo ingresso nel cast dell'adattamento live action Netflix di One Piece nel ruolo di Mr. 9 a partire dalla seconda stagione.

## Filmografia

### Attore

#### Cinema
- Red Maraiah, anche regista - cortometraggio (2018)
- Boy on Dreams, regia di Aidan Sillifant - cortometraggio (2018)
- The Unexpectables, regia di Diana Mills Smith - cortometraggio (2019)
- G.O.A.T, regia di Tuks Tad Lungu - cortometraggio (2021)
- Hidden Within, anche regista (2023)
- London Calling, regia di Allan Ungar (2024)

#### Televisione
- What Lies Beneath - serie TV,  episodio 1x03 (2018)
- American Monster - serie TV, 2 episodi (2019)
- Our Girl - serie TV, episodio 4x02 (2020)
- Vagrant Queen - serie TV, 2 episodi (2020)
- Raised by Wolves - Una nuova umanità (Raised by Wolves) - serie TV, 10 episodi (2020-2022)
- Il giro del mondo in 80 giorni (Around the World in 80 Days) - serie TV, episodio 1x01 (2021)
- Abraham Lincoln - miniserie TV, puntata 1x0 (2022)
- One Piece - serie TV, (2026)

### Regista
- The Way It Is - cortometraggio (2016)
- The Walk - cortometraggio (2017)
- Red Maraiah - cortometraggio (2018)
- The Man - cortometraggio (2019)
- The Signal - cortometraggio (2022)
- Hidden Within, anche regista (2023)